# Harald Heilmann
Harald Heilmann (* 9. April 1924 in Aue (Sachsen); † 20. November 2018 in Brombach (Eberbach)) war ein deutscher Komponist und Musikpädagoge.

## Leben
Harald Heilmann war Sohn von Else Heilmann, geborene Müller, und des Exportkaufmanns Arthur Heilmann. Nach dem Abitur 1942 leistete er Kriegsdienst. Als Kriegsgefangener der Roten Armee wurde er in Auschwitz interniert, wo er Eisenbahnschienen demontieren musste. Nach der Entlassung aus der Gefangenschaft im September 1945 kehrte er in seinen Heimatort Schwarzenberg/Erzgeb. zurück. Zwei Monate später trat er in die CDU ein.
Ab 1946 studierte Heilmann Komposition (bei Wilhelm Weismann), Klavier (bei Kurt Dippner) und Dirigieren (bei Egon Bölsche) an der Staatlichen Hochschule für Musik Leipzig. Bald nachdem Heilmann Leiter der Hochschulbetriebsgruppe der CDU an der Leipziger Musikhochschule geworden war, wurde er im Jahr 1949 durch seinen Rektor Rudolf Fischer „wegen Unfähigkeit“ exmatrikuliert. Da Fischer allgemein als linientreuer Kommunist galt, vermutete Heilmann dahinter aber politische Gründe aufgrund seines CDU-Engagements und ließ sich von seinen Lehrern Weismann, Dippner und Bölsche musikalische Kompetenz attestieren. Daraufhin musste Fischer die Exmatrikulation teilweise wieder zurücknehmen. Heilmann durfte weiter studieren – allerdings nicht mehr Komposition, Klavier und Dirigieren, sondern nur noch Musiktheorie. Nachdem er in diesem Fach 1950 mit der Reifeprüfung examiniert worden war, bewarb sich Heilmann um ein Kompositionsstudium bei Hanns Eisler an der Akademie der Künste Ost-Berlin. Er wurde angenommen und studierte dann von 1950 bis 1952 in der Meisterklasse des prominenten Schönberg-Schülers. Während seiner Studienzeit wurde er dazu verpflichtet, ein FDGB-Orchester zu leiten. Vermittelt durch Eisler, erhielt er zudem eine Stelle als Theorielehrer an der Deutschen Hochschule für Musik. Infolge politischer Schwierigkeiten, die laut Heilmann wiederum mit seiner CDU-Mitgliedschaft zusammenhingen, verlor er diese Stelle aber bereits 1952 wieder; und nachdem er beim Dirigieren einer Stalin-Kantate im selben Jahr aus Versehen mit dem Taktstock eine Lampe beschädigt hatte, wurde er deswegen als Saboteur und Klassenfeind beschimpft. Aus Angst vor einer Inhaftierung verließ er kurz darauf fluchtartig die DDR und übersiedelte in die Bundesrepublik Deutschland. Hier setzte er sein Kompositionsstudium bei Frank Martin in Köln fort.
Er wurde anschließend Lektor des  Süddeutschen Musikverlags Heidelberg, des Merseburger Verlages und des C.-L.-Schultheiss-Verlages. Seit 1958 war er freischaffender Komponist. 1979 war er Mitgründer der Musikschule der Stadt Eberbach, deren musikpädagogischer Leiter er bis 1985 war. Er hat mehr als 105 Publikationen in mehr als 14 Musikverlagen in Deutschland, den Vereinigten Staaten und in der Schweiz zu verzeichnen. 2018 starb er in seinem Wohnort Brombach. Harald Heilmann war evangelisch, ab 1955 verheiratet mit Hildegard Heilmann, geborene Leuckfeld, und hatte eine Tochter (Agnes).
Sein bedeutendstes Werk ist die Kleine Choralmesse op. 168 für Orgel (1996). Darüber hinaus komponierte er ein Tanz-Oratorium Der Sündenfall sowie zahlreiche Werke für Orchester, Kammerensemble oder Solisten.

## Ehrungen
- Johann-Wenzel-Stamitz-Preis (1980)
- Bundesverdienstkreuz am Bande (29. Januar 1979)[4]
- Hölderlin-Medaille der Stadt Lauffen am Neckar
- Ehrenring der Stadt Eberbach
- Stipendium der Cité Internationale des Arts Paris